# Biguine
La Biguine est un style musical associé à une danse née vers la fin de la période esclavagiste aux Antilles françaises. 
Avant l'apparition du mot Biguine, on la désignait sous le nom de Polka car elle est en effet issue d'un mélange entre la Polka européenne et les musiques des esclaves (Bèlè martiniquais, Gwoka guadeloupéen,...). 
Son territoire d'origine semble encore contesté, car les guadeloupéens et les martiniquais veulent chacun s'en attribuer la paternité. On retrouve en effet dans la Biguine des influences de ces deux territoires et elle fait aussi partie intégrante de la culture créole Guyanaise. Quoi qu'il en soit, la Biguine est emblématique Saint-Pierre en Martinique et plusieurs témoignages historiques le confirment.
Attestée au moment de l'abolition de l'esclavage (1848), elle est considérée comme un des ancêtres du jazz par les musiciens américains. Assez connue en France métropolitaine dans l'entre-deux-guerres et dans l'après-guerre, elle reste aujourd'hui très présente dans les Antilles françaises et en Guyane soit sous sa forme traditionnelle, soit comme source d'inspiration pour des artistes qui la font évoluer. Son nom est particulièrement illustré par un morceau de jazz de Cole Porter, Begin the Beguine.

## Histoire

### Origine du mot
Le nom de la Biguine viendrait pour certains auteurs du verbe embéguiner. On le trouve sous la forme «béguine» dans un article de M. Monchoisy, «Les Antilles Françaises en 1893» (Revue des Deux Mondes, septembre 1893).
Une autre théorie plus plausible serait le mot anglais "begin" que les musiciens anglophones utilisaient qui serait devenu "Biguine".

### L'âge d'or en France métropolitaine (1920-1950)
La Biguine suscite un grand engouement en France métropolitaine dans la période de l'entre-deux-guerres, alors qu'elle est interprétée dans les dancings de Paris par des artistes antillais tels qu'Alexandre Stellio, particulièrement au moment de l'Exposition coloniale internationale de 1931où il représentait la Guadeloupe et de la Martinique avec son orchestre, puis dans l'après-guerre. La période de l'Occupation, de 1940 à 1944, est en revanche peu propice[pas clair] à l'expression des artistes antillais.
Sa célébrité atteint son apogée lorsque le compositeur de jazz Cole Porter, habitué de la vie parisienne, l'honore par le morceau bien connu Begin the Beguine (paroles et musique de Cole Porter), qui n'est cependant pas un rythme de Biguine, mais un rythme de jazz : « when they begin the beguine, it brings back sounds of music so tender, it brings back sounds of tropical splendor » (« quand ils entonnent la biguine, elle fait surgir la sensation d'une musique si tendre, elle fait renaitre des impressions de splendeur tropicale »).
Sa popularité décline au cours des années 1970, du fait de l'arrivée des rythmes cubains et haïtiens, notamment la kadans rampa et le compas.

### Liens avec le jazz
La biguine possède de nombreux traits communs avec le jazz de la Nouvelle-Orléans notament avec l'usage du trombone et de la clarinette et a pu influencer son développement. Ceci explique qu'à leur arrivée à Paris, de nombreux musiciens antillais comme Ernest Léardée, Robert Mavounzy, Al Lirvat et Emilien Antile ont intégré sans la moindre difficulté le jazz à leur répertoire, musique jouée au même titre que la biguine dans les « bals nègres » de l'époque. Au contraire, le clarinettiste martiniquais Alexandre Stellio (1885-1939), qui popularise la biguine à Paris de 1929 à 1939, a toujours été un farouche défenseur de la biguine traditionnelle telle qu'on la jouait à Saint-Pierre[Où ?]. En effet, malgré les points communs avec le jazz de la Nouvelle-Orléans, la Biguine traditionnelle reste un style de musique différent et bien distinct du jazz sur plusieurs points importants: 
Le Jazz utilise les gammes pentatoniques blues tandis que la Biguine utilise uniquement des gammes à sept sons. 
Le Jazz utilise le swing et non la Biguine. 
Dans le Jazz Nouvelle-Orléans, c'est le cornet à piston qui joue la mélodie et le sousaphone qui joue la basse alors que dans la Biguine traditionnelle, c'est la clarinette qui joue la mélodie et le violoncelle qui joue la basse. 
Les rythmes utilisés dans la Biguine sont issus des musiques des esclaves aux Antilles-Guyane,. Là bas, les maitres esclavagistes toléraient les tambours tandis que les esclaves noirs américains aux Etats-Unis n'y avaient pas droit. Les noirs américains qui ont créé le Jazz n'ont donc pas développé les mêmes rythmiques que les antillais. Par conséquent, le rythme du Jazz est donc très différent de celui de la Biguine. 
Avec le temps, l'influence Jazz a pris le pas sur la Biguine à tel point que la Biguine d'aujourd'hui est très différente de la Biguine traditionnelle d'origine. La Biguine moderne ressemble tellement au Jazz que les gens croient à tors qu'elle n'est une simple variante du Jazz, ce qui est faux.  
En écoutant et en étudiant la Biguine ancienne en détail, on peux abandonner cette idée reçue et se rendre compte que la Biguine est certes cousine du Jazz mais est à la base un style de musique bien distinct avec une expressivité, des rythmiques et des techniques propres à elle et différentes du Jazz. 

### Une tradition encore vivante aux Antilles-Guyane
Aux Antilles françaises et en Guyane, elle continue d'être un style honoré voire prestigieux[réf. nécessaire]. Dans les bals populaires, elle est généralement interprétée comme elle l'était à son âge d'or. Mais de nombreux artistes l'actualisent en lui apportant de nouvelles sonorités. 
Le groupe Malavoi est une référence parmi les musiciens inspirés par la biguine, avec une composition proche de celle de l'orchestre cubain Aragón, où les instruments à cordes ont une place prépondérante. La reprise par le groupe d'un titre de Léona Gabriel, Asi Paré, avec Édith Lefel, a été très populaire dans les années 1990. 
Guy Vadeleux ou Gisèle Baka sont aussi souvent cités parmi les artistes actuels pratiquant une musique proche de la biguine traditionnelle.
En danse, le ballet Pomme-Cannelle de Basse-Pointe s'est forgé une renommée mondiale par ses spectacles de danses traditionnelles martiniquaises, en particulier de biguine, avec une authenticité, tant dans les habits que dans les pas, qui fut souvent appréciée des spectateurs[réf. nécessaire].
Le film Biguine, avec Micheline Mona et Max Télèphe, qui retrace l'histoire d'un couple de musiciens de Biguine, connut un grand succès aux Antilles françaises lors de sa sortie en 2004. La bande originale contient quelques morceaux célèbres, interprétés par Micheline Mona.
Ces nombreuses références sont représentatives de l'intérêt et de l'attachement que portent les Martiniquais à ce genre qui est un des éléments important de leur patrimoine culturel. Des spectacles de Biguine sont donnés lors des manifestations culturelles organisées par les mairies, les écoles, les centres culturels, les associations ou les particuliers, sensibilisant ainsi toutes les générations à cet aspect de leur tradition.

## Les grands noms de la biguine
- Gisèle Baka, chanteuse martiniquaise
- Léona Gabriel (1891-1971), chanteuse martiniquaise
- Lola Martin (1939-), chanteuse martiniquaise
- Manuela Pioche (1932-1970), chanteuse guadeloupéenne
- Moune de Rivel (1918 -2014), chanteuse guadeloupéenne
- Paulo Rosine (1948-1993), chanteur, musicien martiniquais
- Gertrude Seinin, chanteuse martiniquaise
- Roger Fanfant (1900-1966), musicien guadeloupéen
- Henri Debs (1932-2013), musicien guadeloupéen
- Émilien Antile (1925-1980), musicien guadeloupéen
- Gérard La Viny (1933-2009), musicien guadeloupéen
- Al Lirvat (1916-2007), musicien guadeloupéen
- Fernand Donatien (1922-2003), musicien martiniquais
- Sam Castendet (1906-1993), musicien martiniquais
- Robert Mavounzy (1917-1974), musicien guadeloupéen
- Barel Coppet (1920-2009), musicien martiniquais
- Ernest Léardée (1896-1988), musicien martiniquais
- Alexandre Stellio (1885-1939), musicien martiniquais
- Félix Valvert (1905-1995), musicien guadeloupéen
- Fernande de Virel (1881-1953), musicienne guadeloupéenne (mère de Moune de Rivel)
- Honoré Coppet (1910-1990), musicien martiniquais
- Hurard Coppet, musicien martiniquais
- Eugène Delouche (1909-1975), musicien martiniquais
- Marius Cultier (1942-1985), musicien martiniquais
- Francisco (1932-2013), musicien martiniquais
- Maurice Jallier (1929-2019), musicien martiniquais
- Loulou Boislaville (1919-2001), musicien martiniquais
- Malavoi, groupe martiniquais
- Max Ransay (1942-2003), musicien martiniquais
- Abel Zenon (1928-2022), musicien guadeloupéen
- Camille Sopran'n (1947-) (Léopold Hildevert), musicien guadeloupéen
- Justin Angele, saxophoniste Guadeloupéen
- Coupé Cloué (1925-1998) Footballeur, guitariste et chanteur haïtien
- Winny Kaona (1952-), chanteuse guadeloupéenne